# Institut društvenih znanosti Ivo Pilar
Institut društvenih znanosti "Ivo Pilar" je javni znanstveni institut u Hrvatskoj.

## Povijest
Institut društvenih znanosti "Ivo Pilar" osnovan je odlukom Skupštine Sveučilišta u Zagrebu 26. studenoga 1991. pod nazivom "Institut za primijenjena društvena istraživanja".
Danom stupanja na snagu Zakona o ustanovama 1993. godine Institut je postao javna ustanova. 
Stupanjem na snagu Zakona o znanstvenoistraživačkoj djelatnosti iste godine, djeluje kao javni institut Republike Hrvatske 18. veljače 1997. mijenja ime i odlukom Upravnog vijeća dobio je današnje ime, prema hrvatskom pravniku i povjesničaru Ivi Pilaru.

## Orijentacija
Institut se bavi znanstvenim istraživanjima na području društvenih i humanističkih znanosti s naglaskom na sociologiju, psihologiju, povijest, teologiju i filozofiju.

## Organizacija
Institut je podijeljen na osamnaest centara:
| - Centar za arheološka istraživanja - Centar za istraživanje demokracije, dobru upravu i lokalni razvoj - Centar za istraživanje integralne održivosti i održivog razvoja - Centar za istraživanje javnoga mnijenja i masovnih medija - Centar za istraživanje kvalitete življenja | - Centar za istraživanje međuljudskih razlika - Centar za istraživanje mira, ratnih sukoba i terorizma - Centar za istraživanje obitelji, djece i mladih - Centar za istraživanje poduzetništva - Centar za istraživanje socijalnog identiteta i socijalnih devijacija | - Centar za istraživanje znanja, obrazovanja i ljudskog kapitala - Centar za istraživanje života i djela dr. Ive Pilara - Centar za kulturne studije - Centar za populacijske studije - Centar za religijske studije | - Centar za tehnološke studije i inovacijski sustav - Centar za urbane i ruralne studije - Centar za urbanu i lokalnu povijest |

## Izdavaštvo
Institut izdaje znanstvene časopise Društvena istraživanja, Pilar i Histria antiqua.

## Poznati zaposlenici
| - Mirela Slukan Altić - Ljubomir Antić - Vice Batarelo - Josip Burušić - Esad Čimić | - Bruna Esih - Ivan Grubišić - Zlatko Hasanbegović - Željko Holjevac - Tvrtko Jakovina | - Josip Jurčević - Srećko Lipovčan - Dragutin Pavličević - Dražen Živić |

## Vanjske poveznice
- Službena web stranica instituta